# Viola principis
Viola principis är en violväxtart som beskrevs av H. Boissieu. Viola principis ingår i släktet violer, och familjen violväxter. Inga underarter finns listade i Catalogue of Life.